# 沖縄ポッカコーポレーション
株式会社沖縄ポッカコーポレーション（おきなわポッカコーポレーション、OKINAWA POKKA CORPORATION）は、沖縄県那覇市にある飲料メーカーである。
ポッカサッポロフード&ビバレッジ（旧・ポッカコーポレーション）の完全子会社（サッポロホールディングスの完全孫会社）。
「さんぴん茶といえば、やっぱりポッカ」というCMコピーがある。

## 業務内容
- 飲料品の製造・販売

## 販売商品
旧・ポッカコーポレーションの沖縄県支部という位置づけで沖縄県独自の商品を多く販売している。
2015年3月2日からは、ポッカサッポロフード&ビバレッジの公式通販サイト「ポッカサッポロネットショップ」でも取り扱いを開始し、沖縄県外からの購入も可能となった。
ブルーシールチョコドリンクを除く沖縄ポッカが製造する商品にはポッカブランドを継続して使用している。
- 元祖さんぴん茶

沖縄県でのさんぴん茶ブームの始まりとなった商品。缶としては初めての商品化を行った。
- うっちん茶

「うっちん」とは沖縄の方言で「うこん」を表す。
- グァバ茶
- ルイボス茶
- 東村の天然水
- ポッカコーヒーブレンド沖縄

沖縄向けに少し甘めの懐かしい味わいに設計。缶の下半分のデザインがシーサーになっている。
- 沖縄のおいしいシークヮーサー
- ブルーシールチョコドリンク

## 関連会社
- 沖縄サンポッカ
- フォーモストブルーシール
- 沖縄ポッカ食品